# تينا تومسن
تينا تومسن (بالإنجليزية: Tina Thomsen)‏ هي ممثلة أسترالية، ولدت في 1975.

## وصلات خارجية
- تينا تومسن على موقع IMDb (الإنجليزية)
- تينا تومسن على موقع قاعدة بيانات الفيلم (الإنجليزية)